# Krumowgrad
Krumowgrad (bułg. Крумовград, do 1934 roku Koszukawak) – miasto w południowej Bułgarii, w obwodzie Kyrdżali. Siedziba administracyjna gminy Krumowgrad.

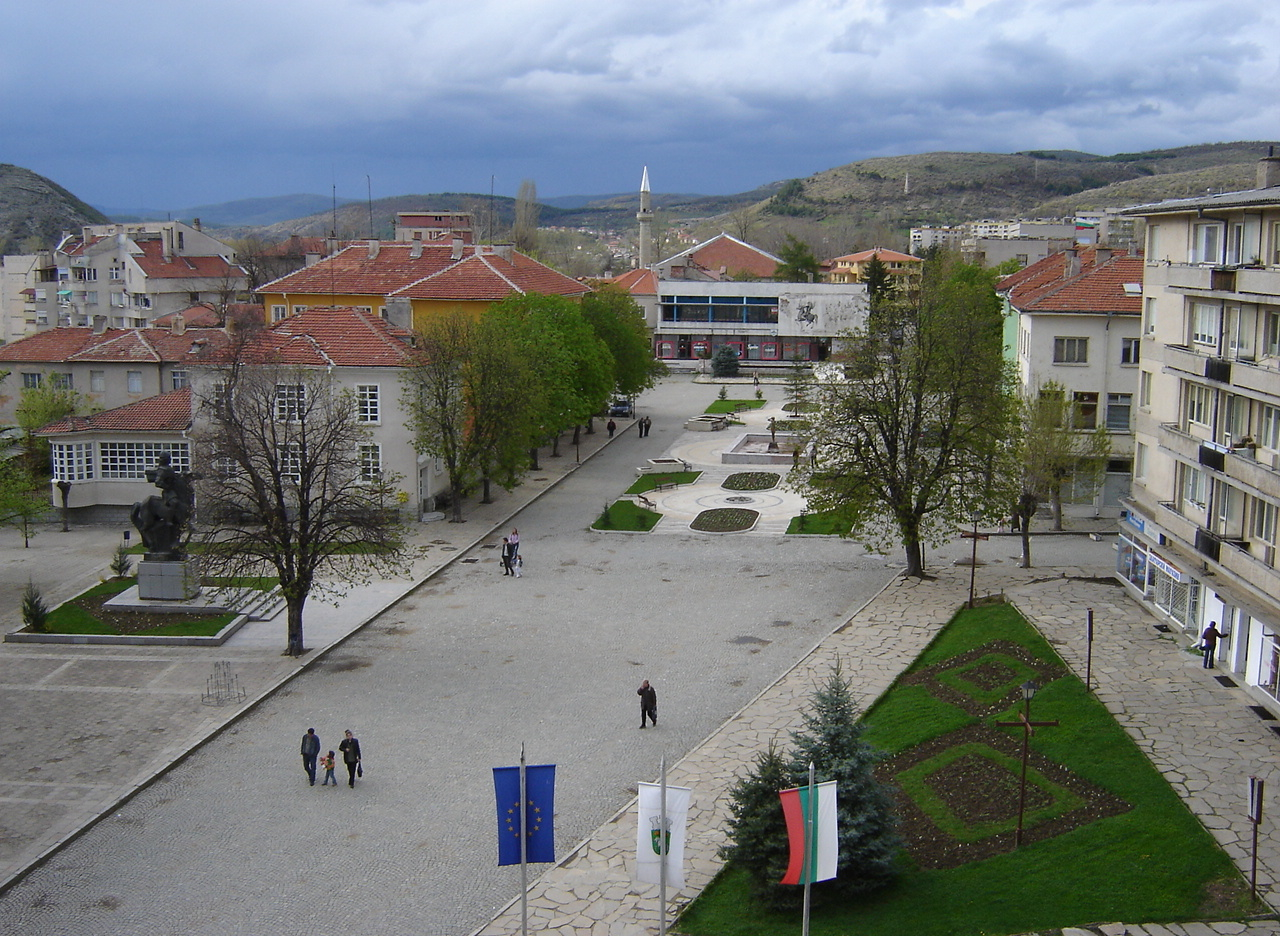
Centrum miasta

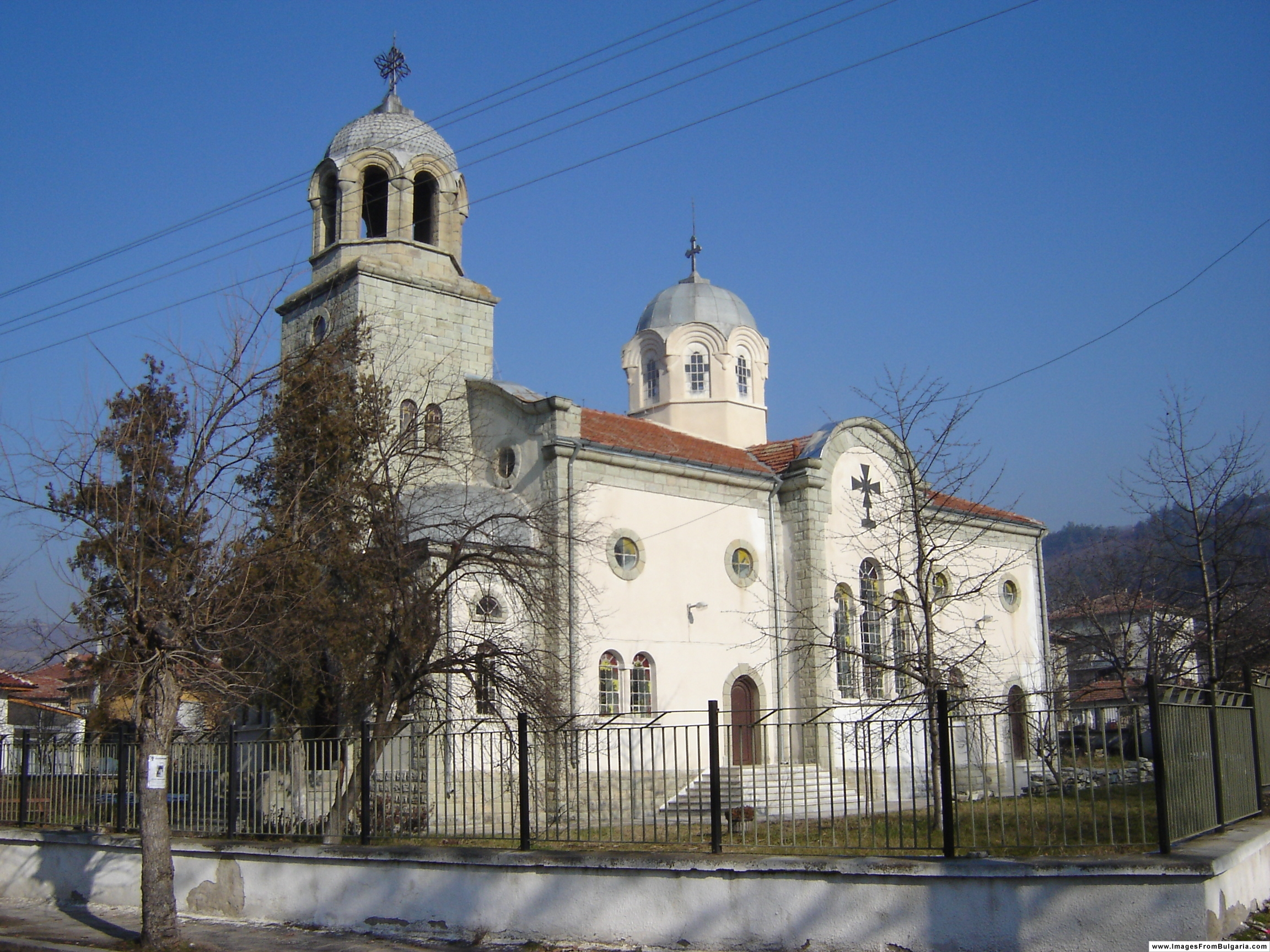
Cerkiew pw Iwana Riłskiego

W pobliżu miasta przepływa rzeka Arda.
Nazwa miejscowości pochodzi od chana bułgarskiego Kruma.

## Zabytki
Do zabytków architektonicznych należą:
- wykute w skałach wzdłuż Ardy trackie nisze, które są w kształcie trapezu, owalne i prostokątne. Wymiary: podstawa 17–25 cm, wysokość 45 cm, a głębokość 7–10 cm. Nisze są one zlokalizowane w pobliżu twierdz trackich.
- świątynie trackie
- w obszarze Krumowgradu pozostałości śladów średniowiecznych twierdz zbudowanych w czasie II Królestwa bułgarskiego

Do zabytków przyrodniczych należą:
- "Orłowe skały" znajdujące się na zachód od miasta
- drzewo dąb nieopodal wsi Skałak

W mieście były prowadzone wykopaliska archeologiczne i w związku z tym odkryto między innymi z okresu średniowiecza zdobione ceramiki, przedmioty codziennego użycia, srebrne monety bułgarskiego cara Iwana Aleksandra i jego syna Michała.

## Struktury wyznaniowe
Mieszkańcy Krumowgradu są wyznania prawosławnego i muzułmańskiego.